# 핌코
핌코(PIMCO) 또는 퍼시픽 인베스트먼트 매니지먼트 컴퍼니(Pacific Investment Management Company LLC)는 전 세계적으로 액티브 채권 운용에 주력하는 미국의 투자 운용사이다. 핌코는 채권, 주식, 기타 금융 자산을 포함한 다양한 자산군에 대한 투자를 공공 및 사모 시장에서 운용한다. 핌코는 전 세계 중앙은행, 국부펀드, 연기금, 기업, 재단, 기부금, 그리고 개인 투자자들을 위해 2조 달러 이상의 자산을 액티브하게 운용하는 세계 최대 규모의 투자 운용사 중 하나이다. 소버린 웰스 펀드 인스티튜트(Sovereign Wealth Fund Institute)에 따르면, 핌코는 운용자산(AUM) 기준 세계 6위의 자산 운용사이다.
핌코의 본사는 태평양 인근 캘리포니아주 뉴포트 비치에 있다. 핌코는 미주, 유럽, 아시아 전역의 22개 사무소에서 3,100명 이상의 직원을 보유하고 있다. PIMCO와 알리안츠 글로벌 인베스터스는 약 2조 5천억 유로 규모의 제3자 자산을 운용한다. 또한 핌코는 세계 최대 액티브 ETF 운용사이자 액티브 ETF를 최초로 도입한 운용사 중 하나이다.